# ストックホルム地下鉄
ストックホルム地下鉄 (ストックホルムちかてつ、スウェーデン語: Stockholms tunnelbana) は、スウェーデンの首都ストックホルムの地下鉄である。
全長105.7 kmの3路線で、ちょうど100の駅がある。ストックホルム中心部から郊外の住宅地とを結んでおり、あるいは都心内部の移動手段としても利用されている。交通局の統計によると、年間の利用者数は2億9700万人 (2006年) に上る。

## 概要
スウェーデンで唯一の地下鉄であり、世界で3番目に北に位置する地下鉄でもある。17年にわたる計画・建設ののち、1950年10月1日に開業した。公営会社であるストールストックホルムス・ロカールトラフィーク (SL) によって運営されている。100駅のうち地下駅は47駅である。

## 歴史
1933年にはトラム路線として一部トンネル区間が開業し、Kristineberg-Islandstorget, Slussen–Blåsut、Telefonplan–Hägerstensåsen間がこのトラム路線として建設された区間である。1950年10月1日に北欧初の本格的な地下鉄としてSlussen - Hökarängen間がトラム路線から地下鉄路線として整備され開業。1951年にはSlussen - Stureby間も同じくトラム路線から地下鉄路線として開業。1952年にはHötorget駅から西部郊外へむけての路線が開業。1957年には地下鉄中央駅やガムラスタン駅等の地下鉄システムの骨格となる部分が開通しグローナ線 (グリーンライン) となった。1964年にはローダ線 (レッドライン) が開通。1975年には3番目の路線としてブロー線 (ブルーライン) が開業した。1994年のSkarpnäck駅の建設により現在の路線の形となっている。

## 路線
路線は以下のブロー線 (Blå linjen)、ローダ線 (Röda linjen)、グローナ線 (Gröna linjen) の3つの路線を持ち、それぞれ色の名前で区別されている。また、いずれの路線も郊外ではいくつかの支線に分岐するが、系統番号を用いることで利用者や旅行者にも識別しやすいよう工夫されている。

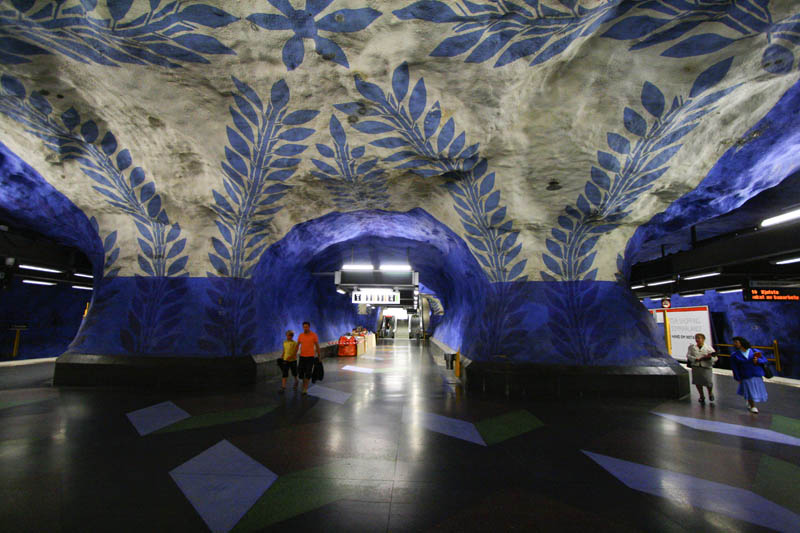
T-Centralen (地下鉄中央) 駅
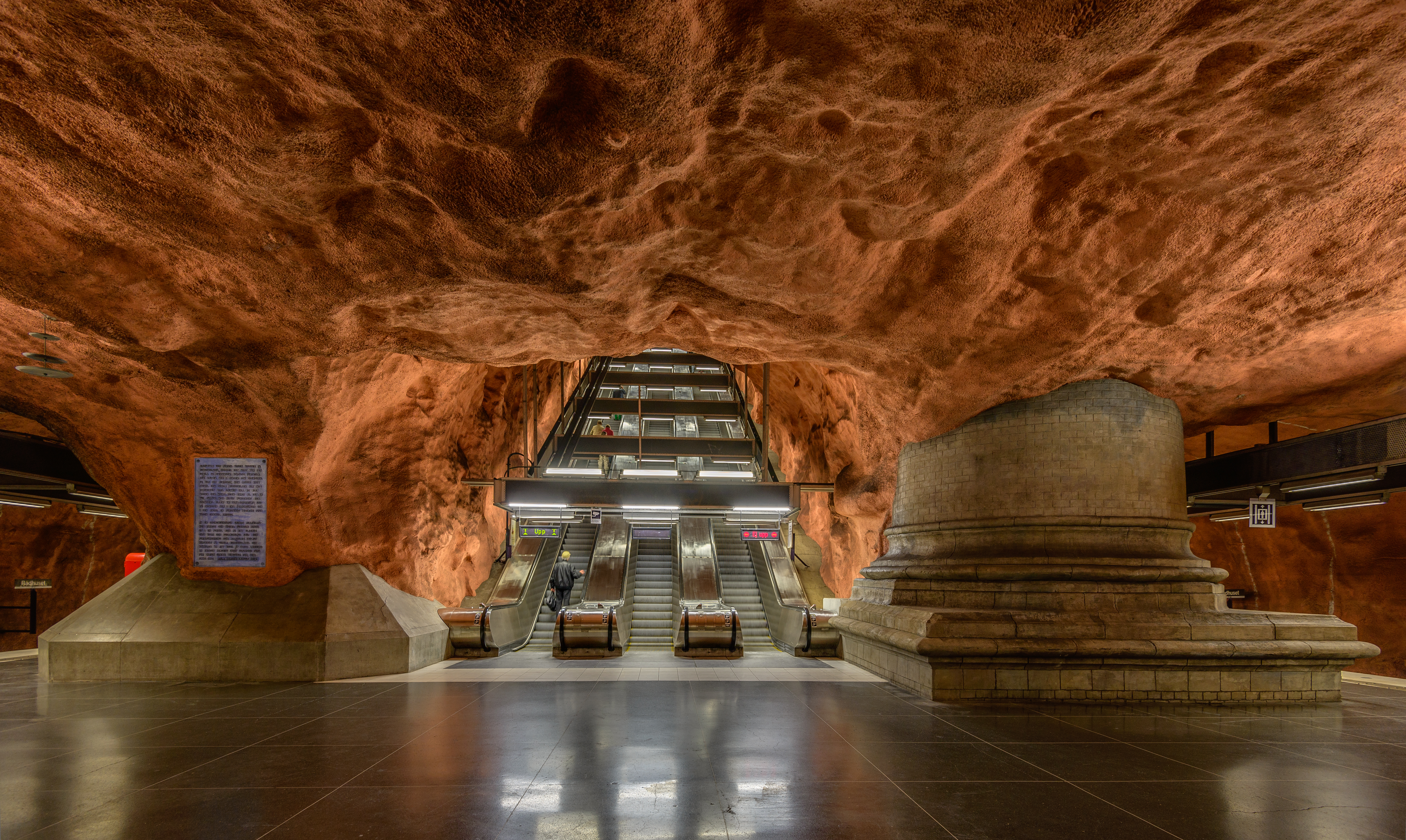
Rådhuset (市庁舎) 駅

| 系統 | 路線名     | 所要時間 | 開業年 | 距離    | 駅数 (延伸区間) | 区間                                                         |
| ---- | ---------- | -------- | ------ | ------- | --------------- | ------------------------------------------------------------ |
| T10  | ブロー線   | 23分     | 1975年 | 15.1 km | 14(5)           | クングストレードゴーデン駅 - 地下鉄中央駅 - ヒュースタ駅     |
| T11  | ブロー線   | 22分     | 1975年 | 15.6 km | 12(5)           | クングストレードゴーデン駅 - 地下鉄中央駅 - オーカラ駅       |
| T13  | ローダ線   | 44分     | 1964年 | 26.6 km | 25(10)          | ロープステーン駅 - 地下鉄中央駅 - ノーシュボーリ駅           |
| T14  | ローダ線   | 33分     | 1964年 | 19.5 km | 19(9)           | モルビー・セントルム駅 - 地下鉄中央駅 - フルーエンゲン駅     |
| T17  | グローナ線 | 43分     | 1952年 | 19.6 km | 24(12)          | オーケスホーヴ駅 - 地下鉄中央駅 - スカールプネック駅         |
| T18  | グローナ線 | 37分     | 1950年 | 18.4 km | 23(12)          | アールヴィック駅 - 地下鉄中央駅 - ファルースタ・ストランド駅 |
| T19  | グローナ線 | 55分     | 1950年 | 28.6 km | 35(12)          | ヘッセルビー・ストランド駅 - 地下鉄中央駅 - ハーグセートラ駅 |

- T-Centralen
(地下鉄中央) 駅
- Rådhuset
(市庁舎) 駅

## 駅
ほとんどの駅の天井や壁に装飾が施され、アートかつユニークに作り上げられており、世界一長い美術館といわれている。一方で落書きの被害はひどく毎年1億スウェーデン・クローナもの被害が出ている。

## 車両

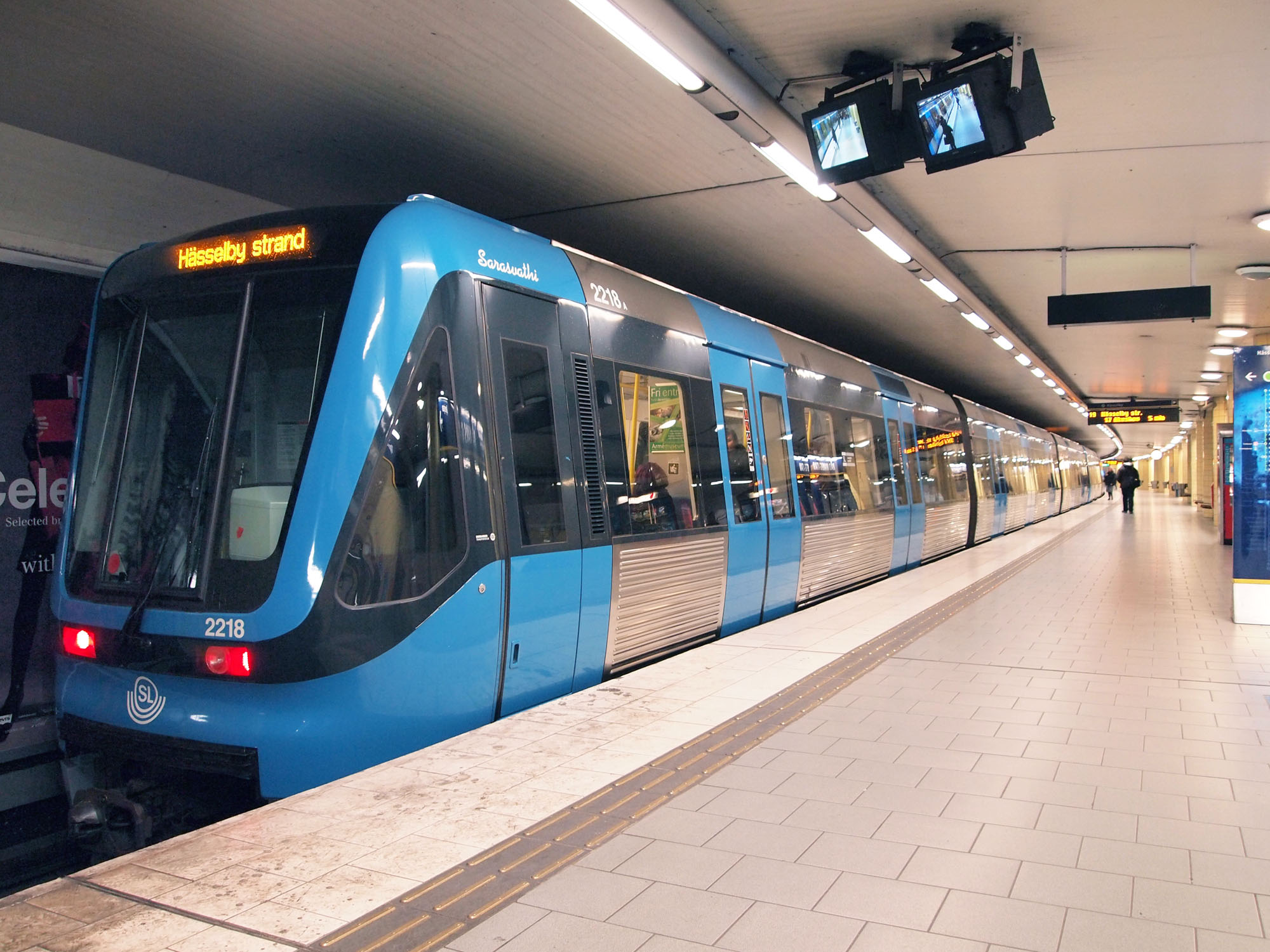
C20形車両

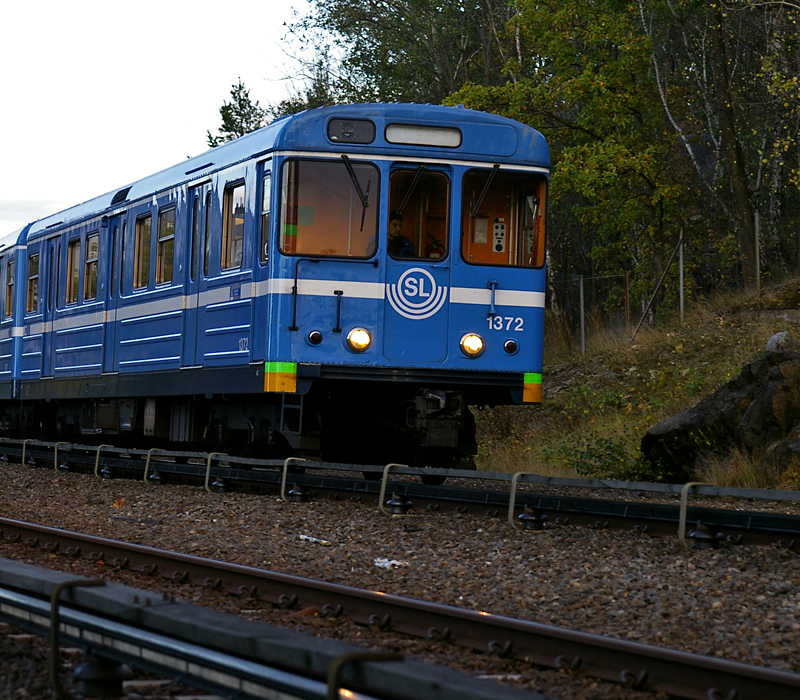
C14形車両

### 現有車両
- C30形 - 2020年よりローダ線にて営業運転を開始した最新車両。
- C20形 - 全路線で使用されている主力車両。連接台車の採用による定員増加を実現。
- Cx形 - C1形からC15形までの形式の総称。現在も一部が現役で使用されている。
  - C6形 - Cx形の1形式で、まだ使用されている。
  - C14形 - 同上。
  - C15形 - 同上。

### 過去の車両
- Cx形 - ただし、一部がまだ使用されている。

## 延伸計画
現在、複数の延伸計画がある。
- ブルーライン (Blå linjen) クングストレードゴーデン駅からの延伸。

途中のSofiaで東部のナッカ・セントラム (Nacka Centrum) へ向かうルートと、グリーンライン (Gröna linjen) グルマーシュプラン (Gullmarsplan) を経てT19系統 ハーグセートラ (Hagsätra) 駅へ向かうルートへ分岐する。
- ブルーライン (Blå linjen) オーカラ (Akalla) 駅から、コミュータートレイン (Pendeltåg) バルカルビュー (Barkarby) 駅への延伸。
- イエローライン (Gula linjen) の新設。グリーンライン OdenplanからArenastadenまでの路線。

この他、フリードヘムスプラン駅からÄlvsjö駅までの路線建設も計画されている。

## ギャラリー

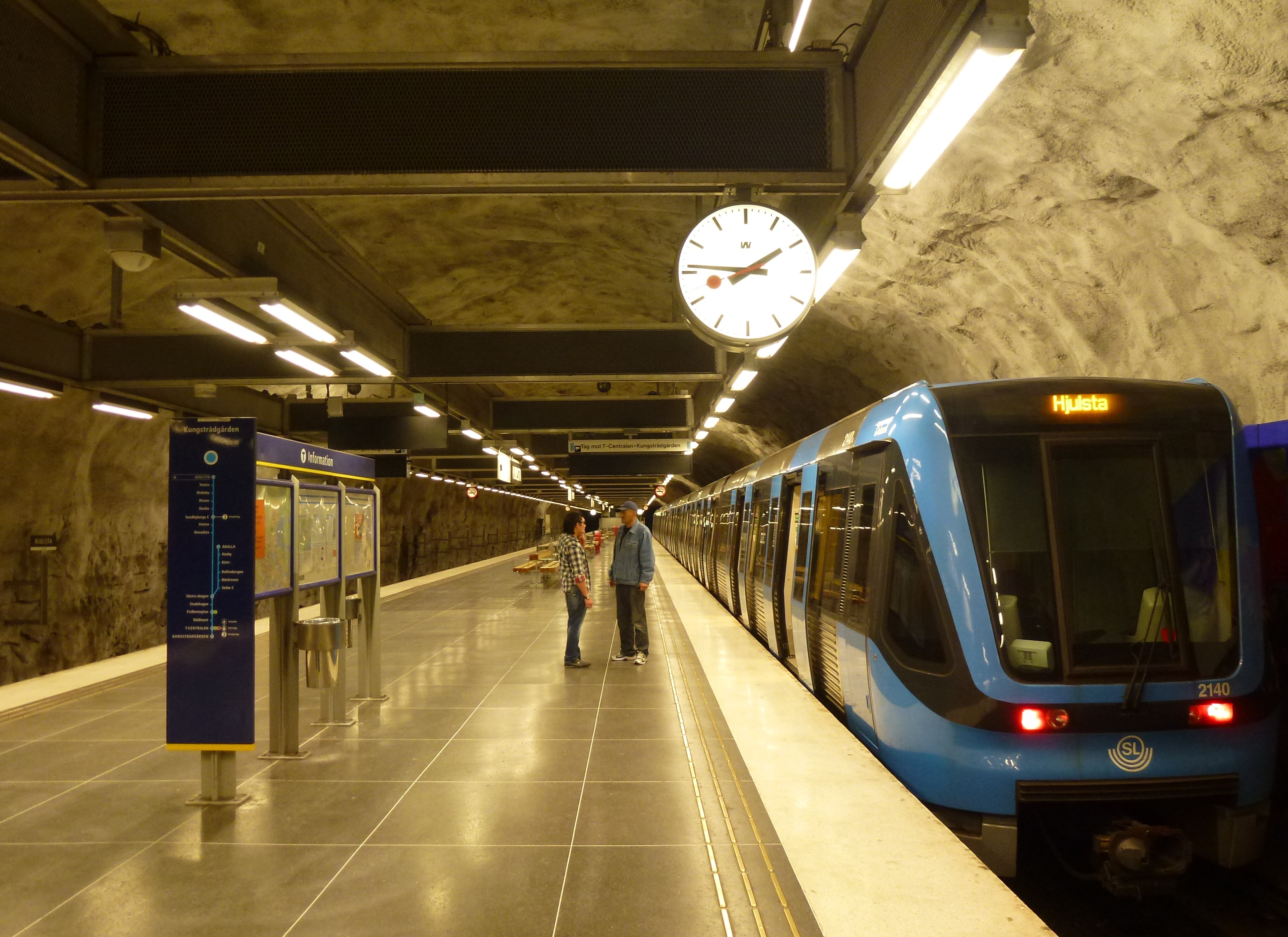
Hjulsta駅
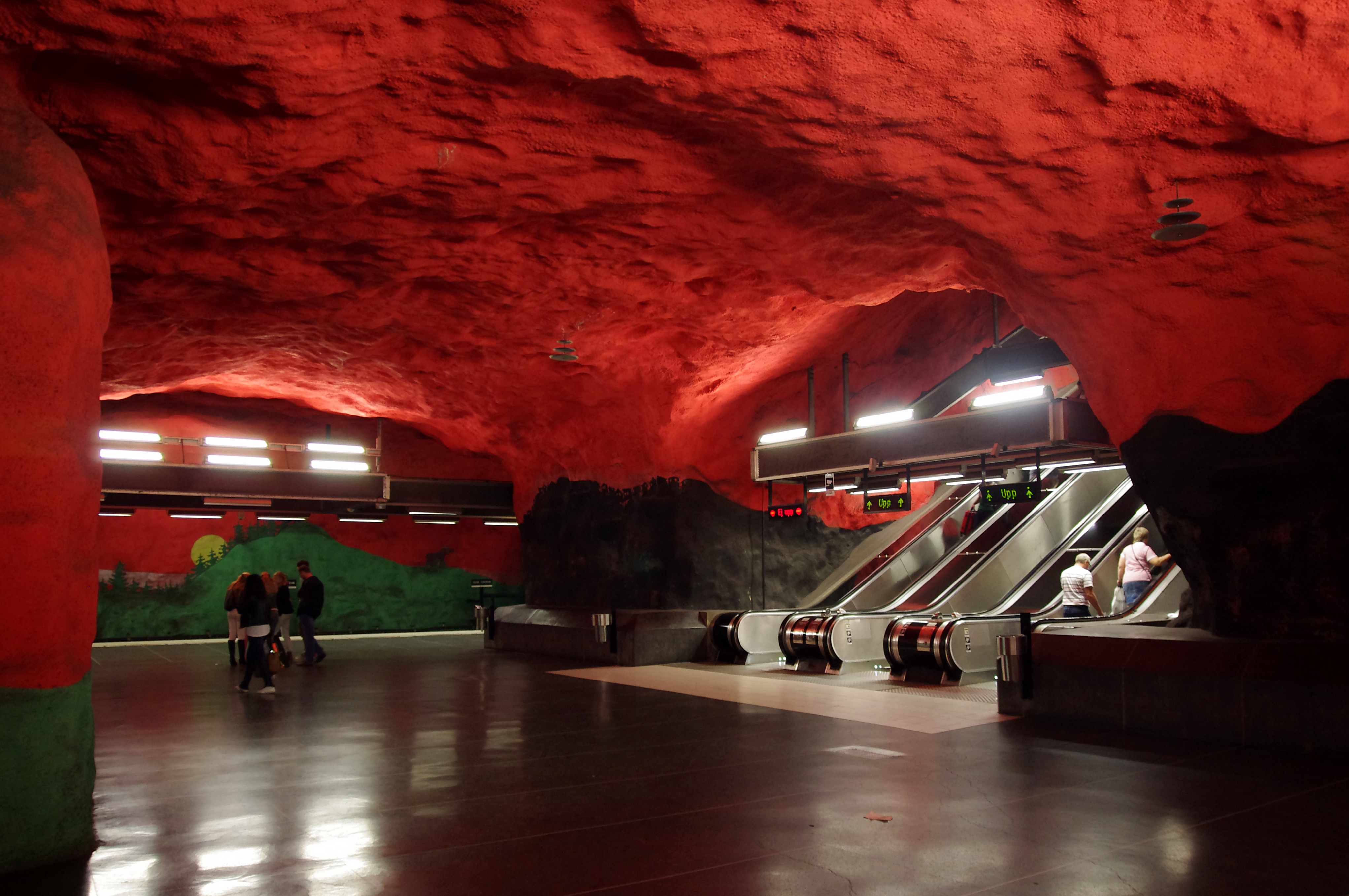
Solna centrum駅
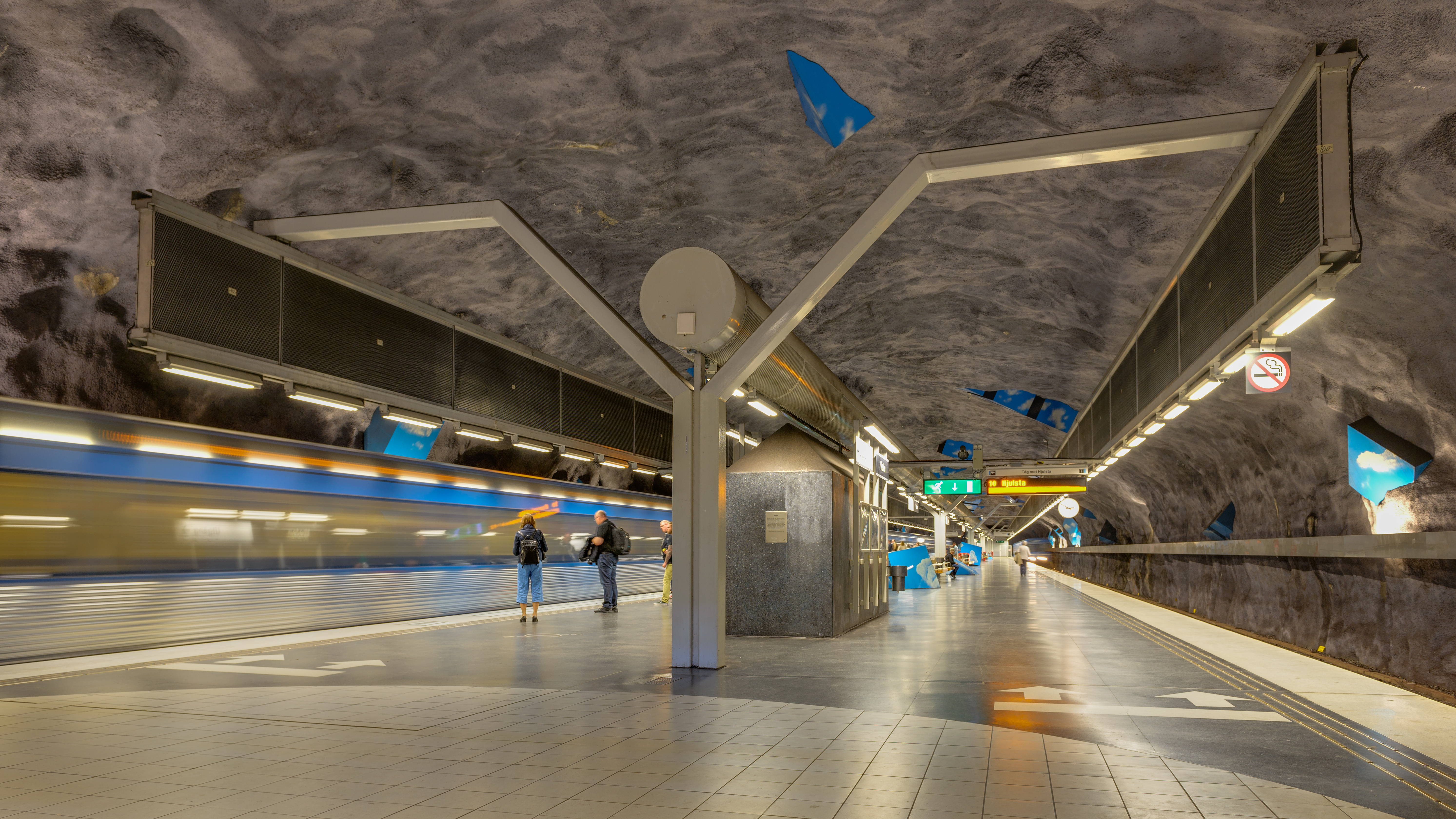
Solna strand駅
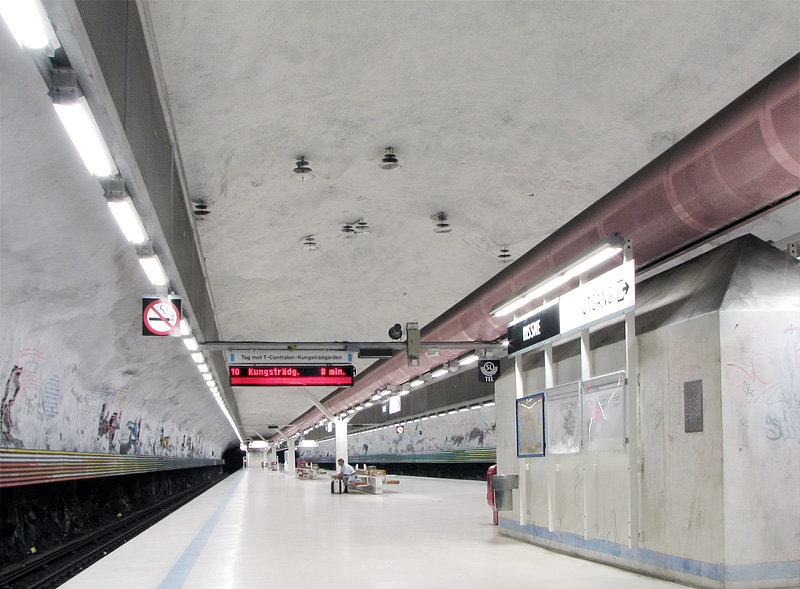
Rissne駅
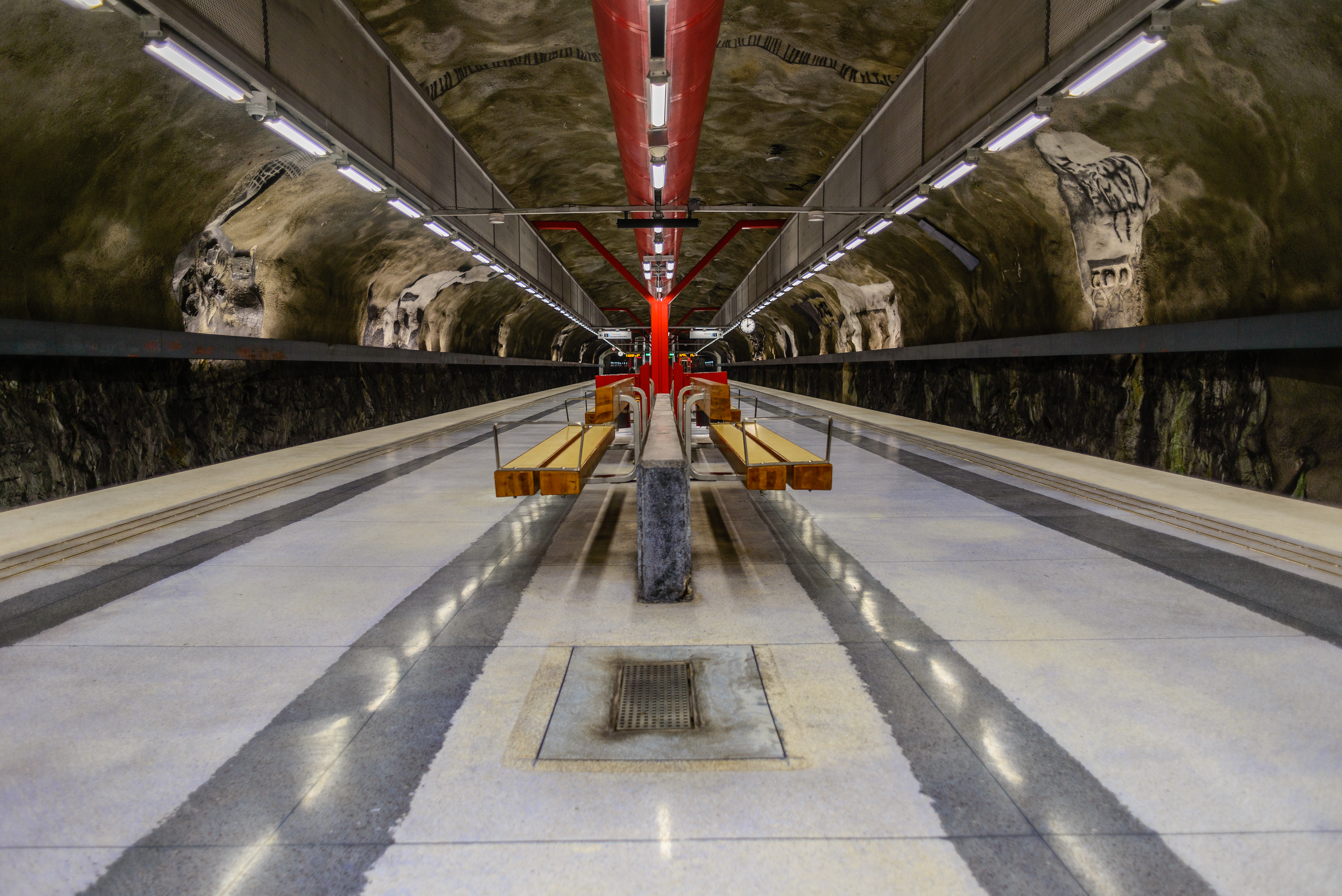
Duvbo駅
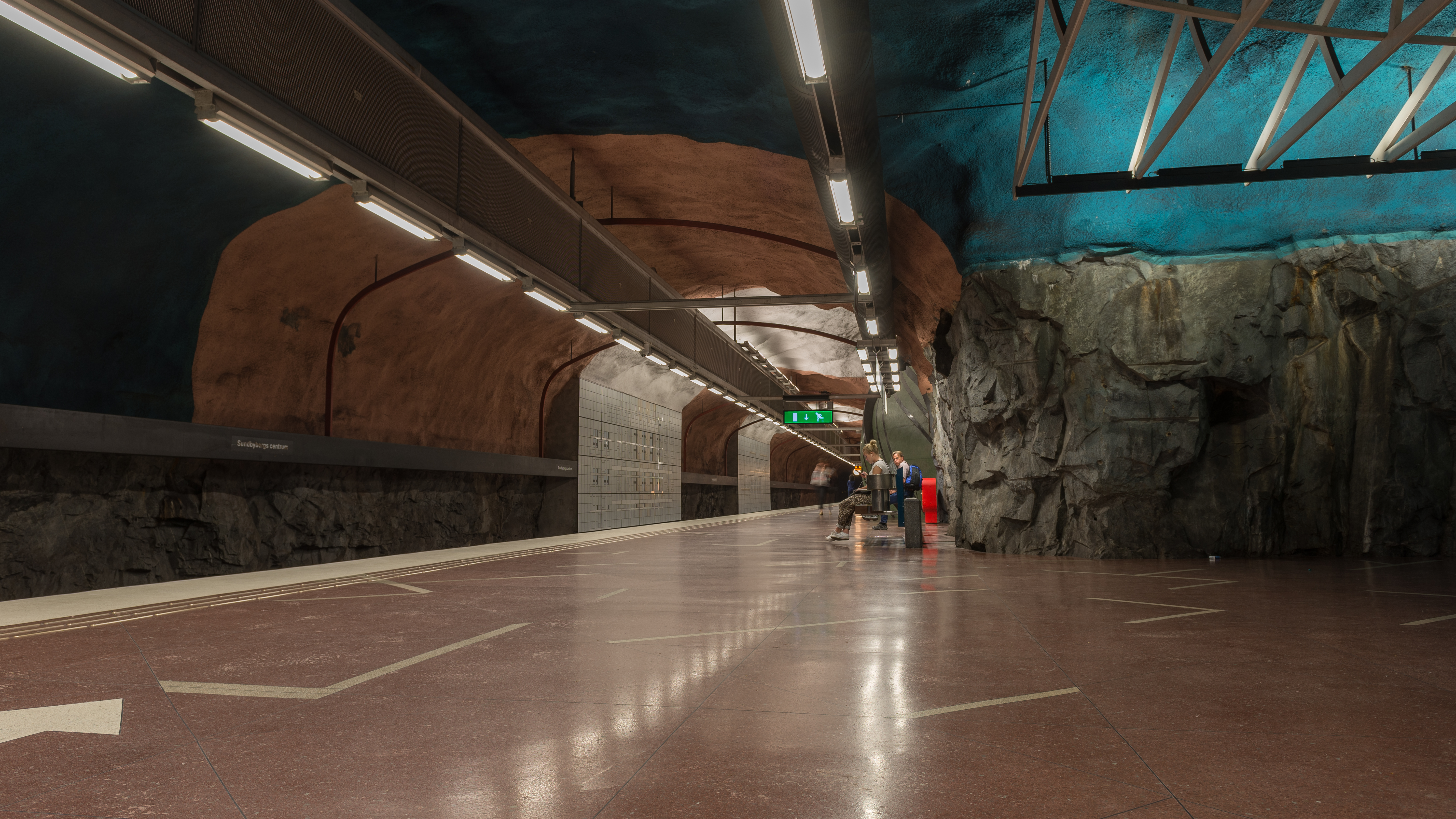
Sundbyberg駅
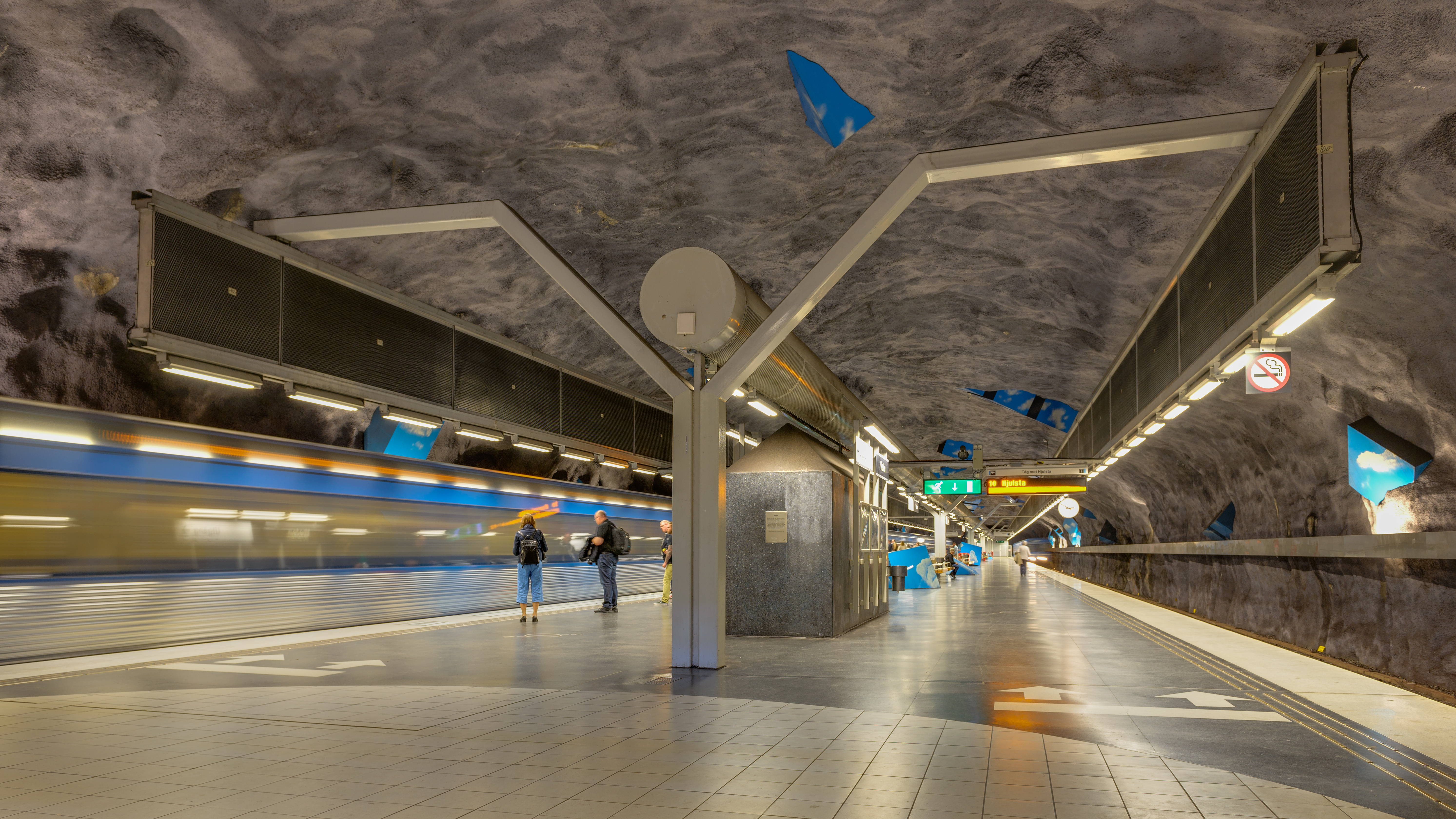
Solna strand駅
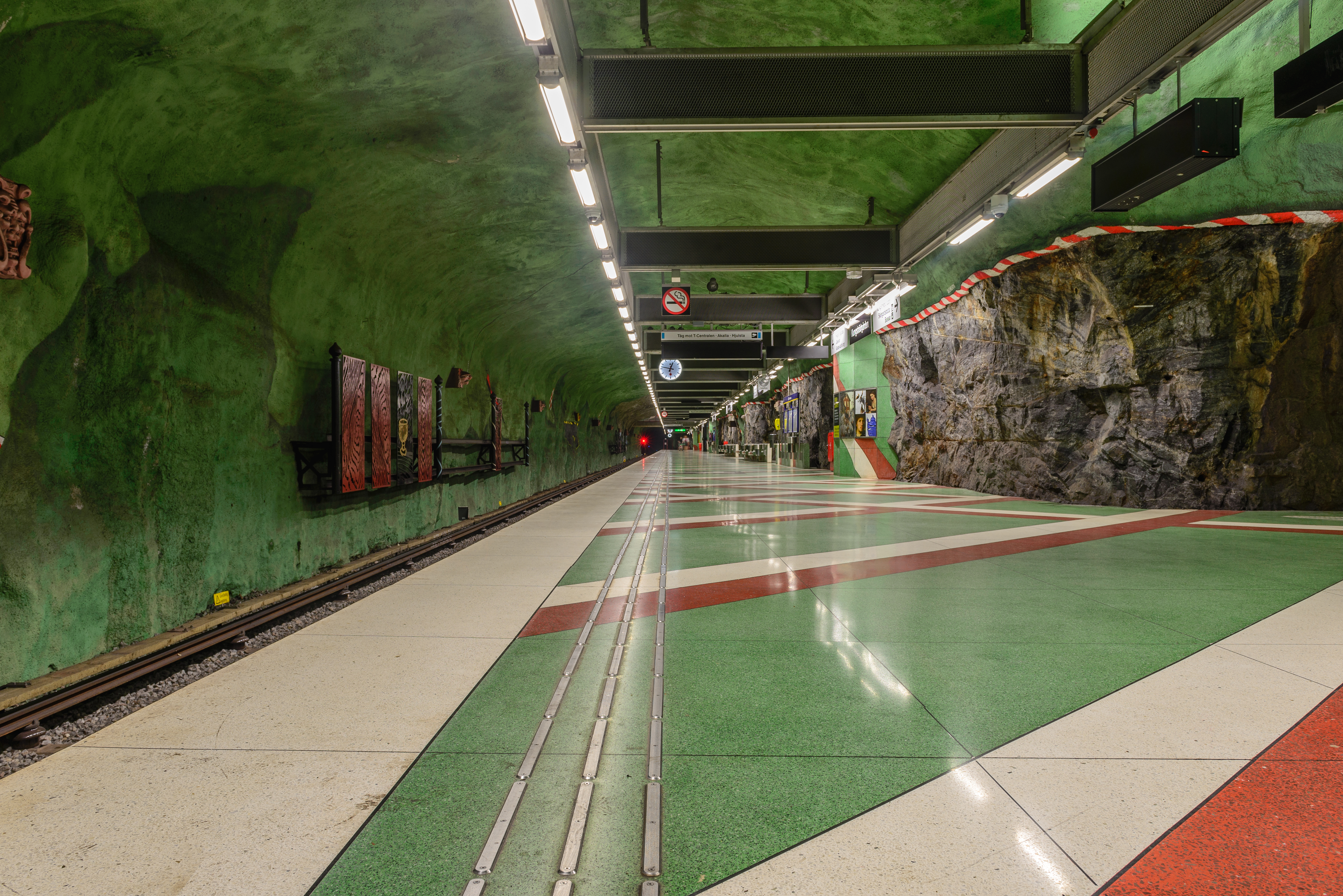
Kungsträdgården駅
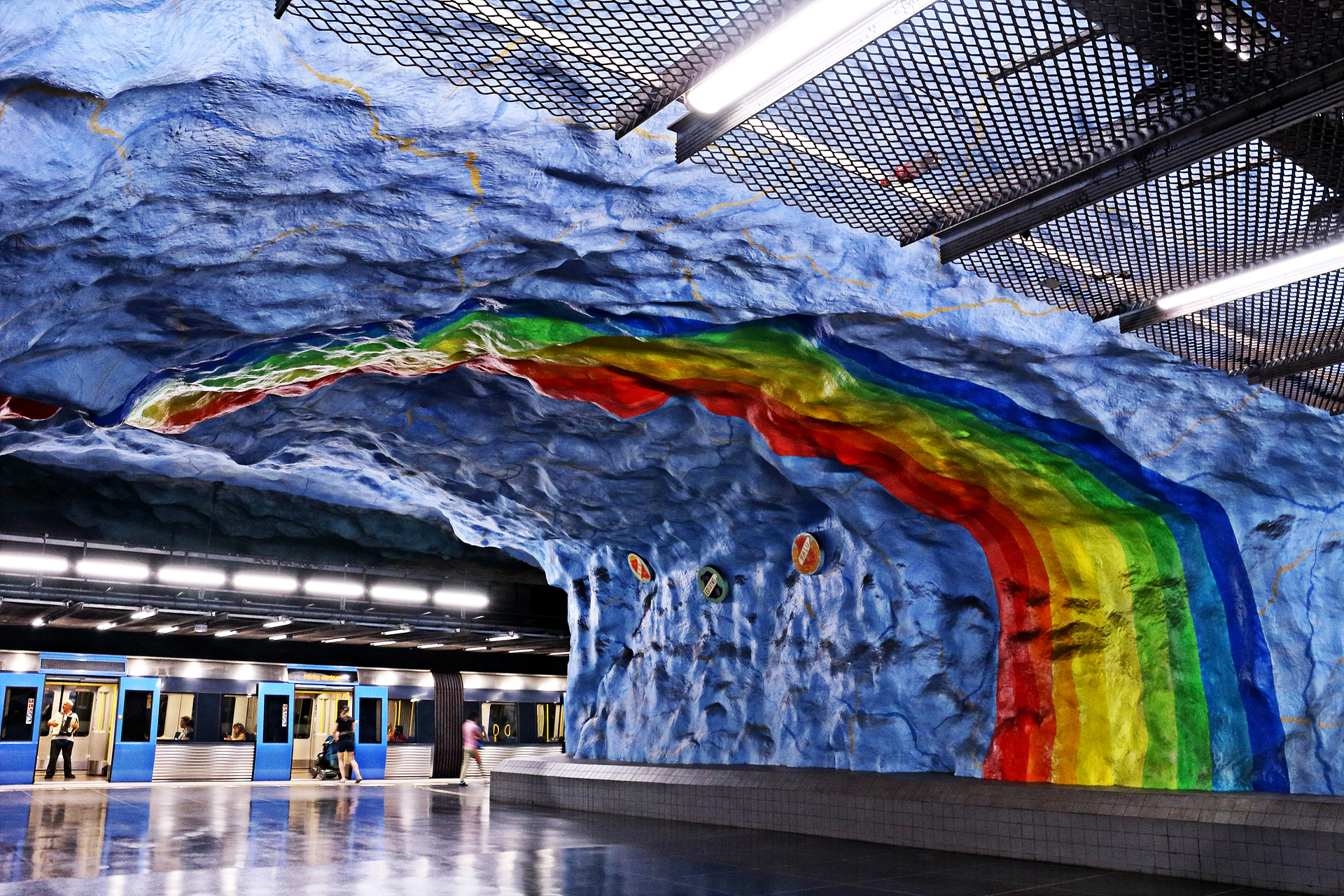
Stadion駅
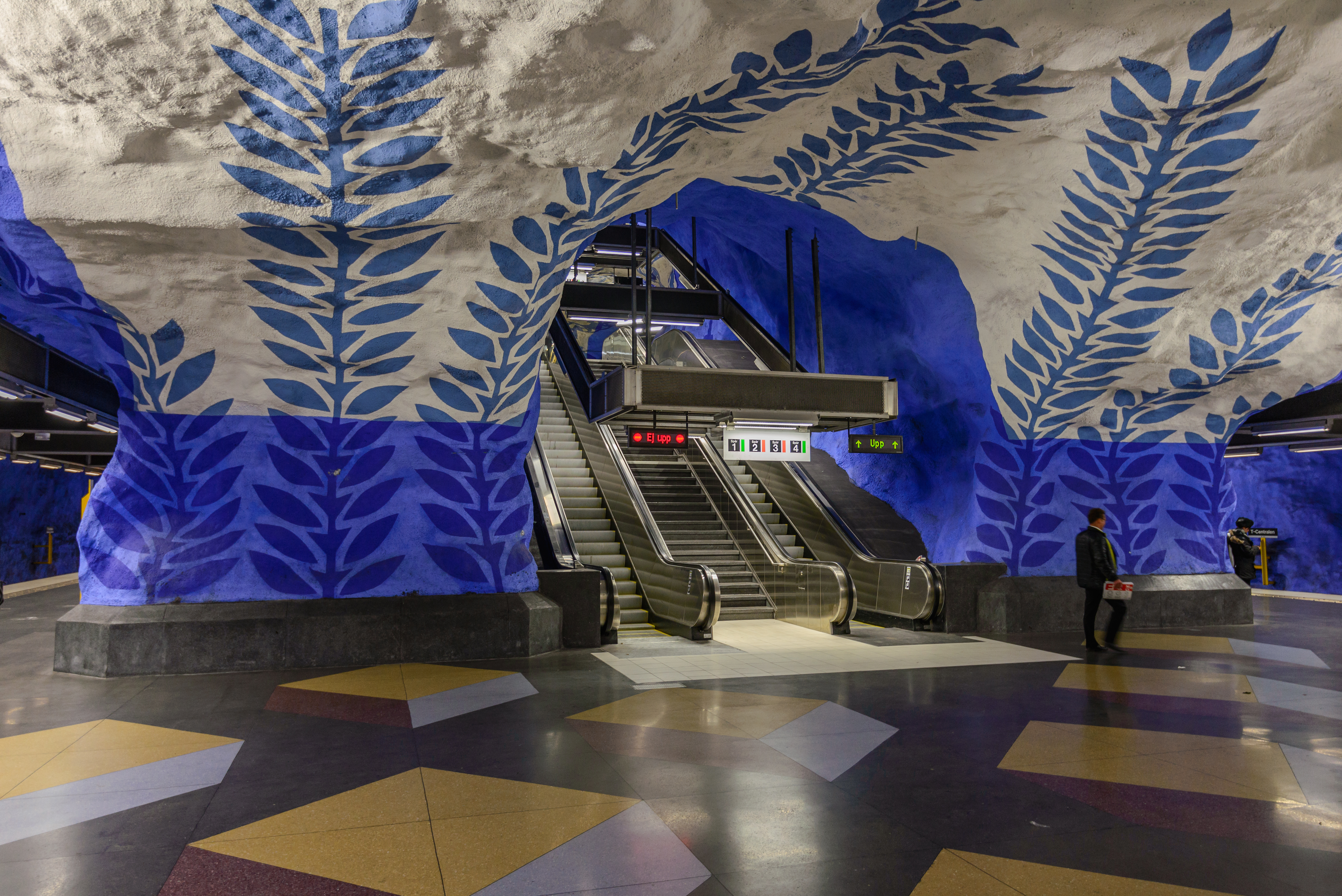
地下鉄中央駅
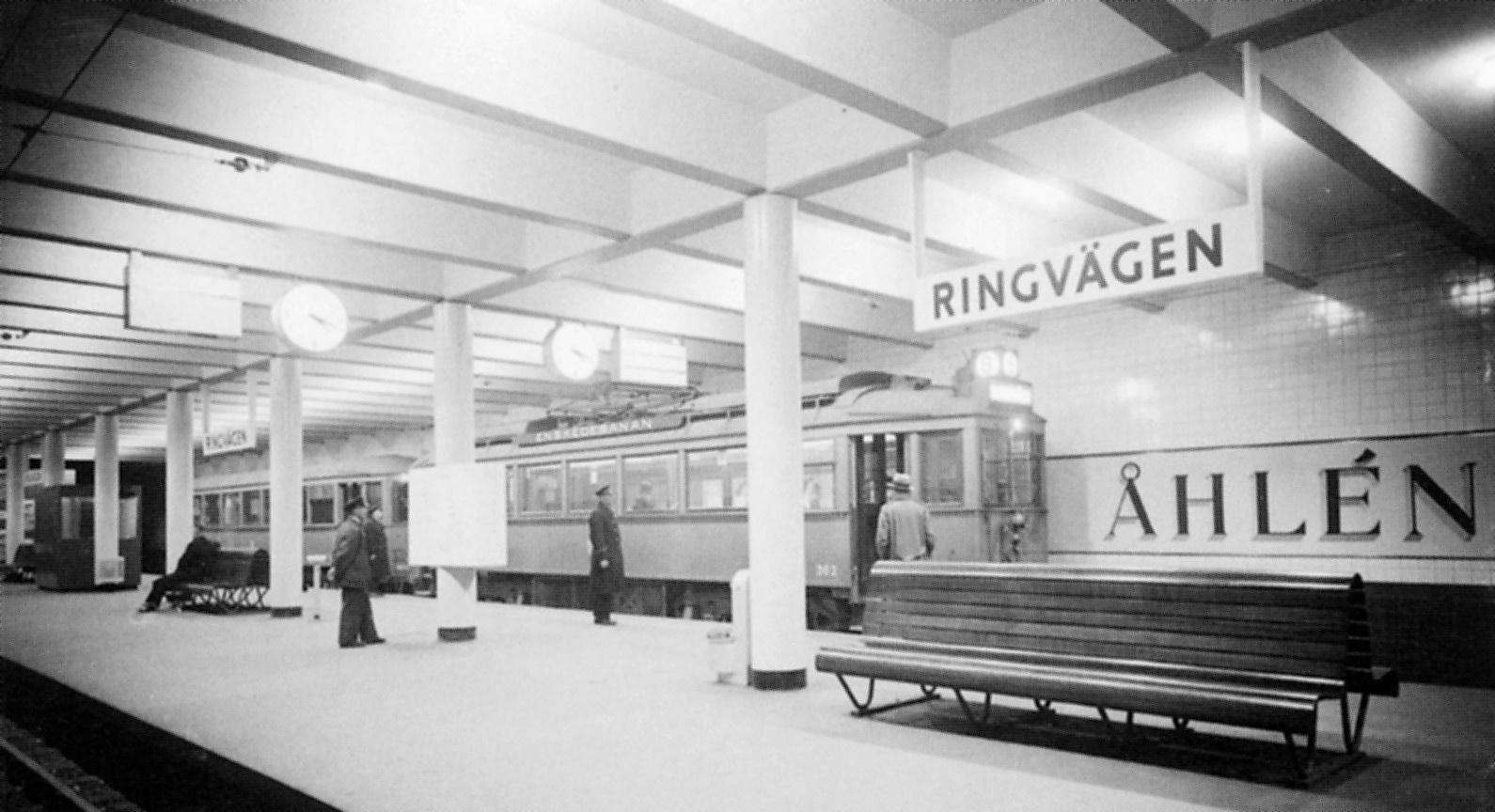
地下トラム路線時代のRingvägen駅 1935年
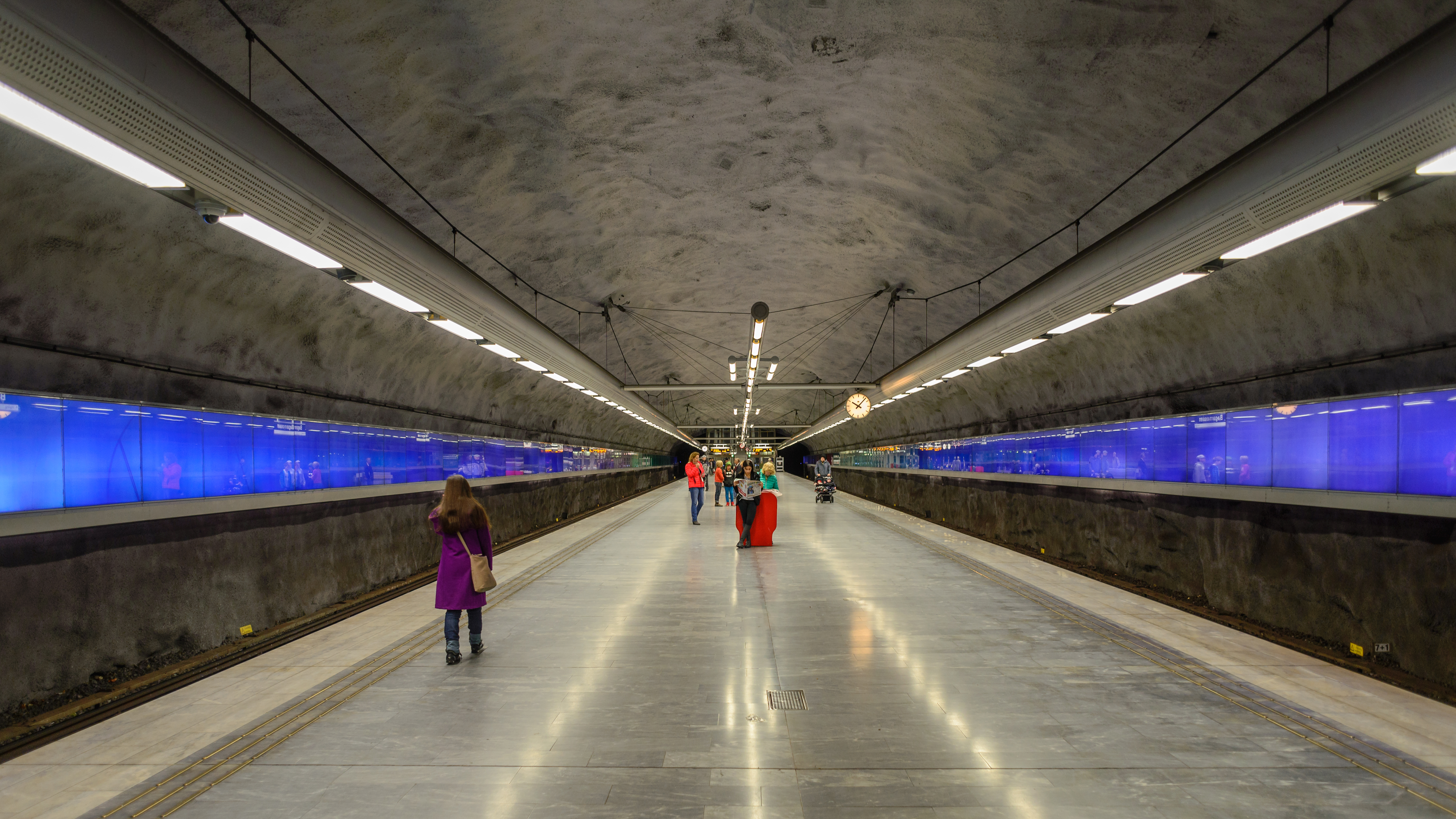
Bagarmossen駅
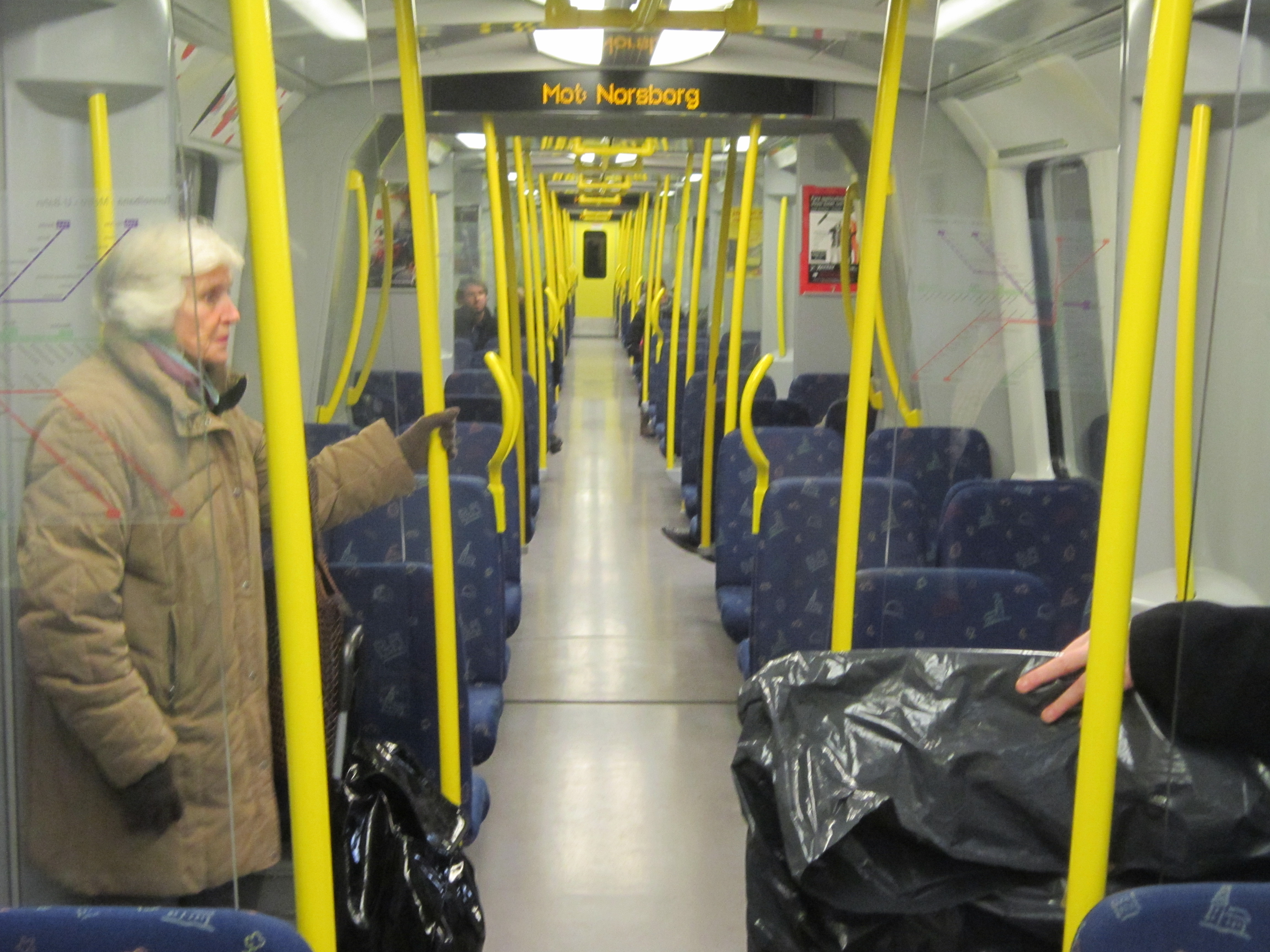
C20系の車内